# Бульбон
Бульбон (фр. Boulbon) — коммуна на юго-востоке Франции в регионе Прованс — Альпы — Лазурный Берег, департамент Буш-дю-Рон, округ Арль, кантон Шаторенар.
Площадь коммуны — 19,33 км², население — 1532 человека (2006) с тенденцией к стабилизации: 1510 человек (2012), плотность населения — 78,1 чел/км².

## Население
Население коммуны в 2011 году составляло 1522 человека, а в 2012 году — 1510 человек.
| 1962 | 1968 | 1975 | 1982 | 1990 | 1999 | 2006 | 2008 | 2011 | 2012 |
| ---- | ---- | ---- | ---- | ---- | ---- | ---- | ---- | ---- | ---- |
| 867  | 935  | 836  | 1042 | 1329 | 1510 | 1532 | 1538 | 1522 | 1510 |

Динамика населения:

## Экономика
В 2010 году из 1033 человек трудоспособного возраста (от 15 до 64 лет) 758 были экономически активными, 275 — неактивными (показатель активности 73,4 %, в 1999 году — 69,5 %). Из 758 активных трудоспособных жителей работали 682 человека (382 мужчины и 300 женщин), 76 числились безработными (29 мужчин и 47 женщин). Среди 275 трудоспособных неактивных граждан 80 были учениками либо студентами, 100 — пенсионерами, а ещё 95 — были неактивны в силу других причин.
На протяжении 2010 года в коммуне числилось 630 облагаемых налогом домохозяйств, в которых проживало 1513,0 человек. При этом медиана доходов составила 18 тысяч 931,5 евро на одного налогоплательщика.